# Jonathan Pollard
Pour les articles homonymes, voir Pollard.
Jonathan Jay Pollard, né le 7 août 1954 à Galveston (Texas), est un officier dans les services de renseignement de la marine américaine, de religion juive qui, en 1987, a été condamné à la prison à perpétuité aux États-Unis pour espionnage au profit d'Israël. En mai 1995, il obtient la nationalité israélienne et, en 1998, il est officiellement reconnu par Israël comme espion israélien.
Israël et une partie de la communauté juive ont régulièrement fait pression sur les responsables politiques américains pour le faire libérer. Le 20 novembre 2015, après 30 ans d’incarcération, il est libéré, avec interdiction de quitter le territoire américain pendant 5 ans. Le 30 décembre 2020, il arrive avec sa femme Esther en Israël, pour s'y établir définitivement.

## Biographie

### Jeunesse et origines
Jonathan Jay Pollard est né à Galveston, au Texas, en 1954, d'une famille juive, dont il est le plus jeune enfant. Soixante-dix membres de sa famille maternelle, originaire de Vilnius en Lituanie et de Ratne en Ukraine, sont tués pendant la Shoah. En 1961, sa famille déménage à South Bend, dans l'Indiana, où son père, Morris, est spécialiste du cancer de la prostate et de la microbiologie à l'université Notre-Dame.
Pollard grandit avec ce qu'il appelle une « obligation raciale juive » envers Israël où il se rend pour la première fois en 1970 dans le cadre d'un programme scientifique. Sur place, il est hospitalisé après une bagarre avec un autre étudiant.
Après avoir terminé l'école, il étudie à Stanford où il obtient un diplôme en science politique en 1976.
Lors de ses études, il se fait remarquer plusieurs fois en affirmant qu'il est citoyen israélo-américain, qu'il travaille pour le Mossad, et qu'il a atteint le rang de colonel dans Tsahal.

### Carrière et espionnage
Après l'obtention de son diplôme, Pollard tente d'entrer à la CIA, où malgré son bon parcours universitaire et ses recommandations, il est refusé en raison de sa consommation récente de cannabis et son échec au test du détecteur de mensonges,. Jonathan Pollard travaille à partir de novembre 1979 pour la marine américaine en tant qu'analyste puis officier de garde à la division « Analyse des menaces » du Navy Antiterrorist Alert Center (en) créé après les attentats du 23 octobre 1983 à Beyrouth.
Il propose d'abord ses services en tant qu'espion à l’Afrique du Sud, à la Chine et au Pakistan, sans succès,. Le 4 avril 1984 à New York, il est invité à une soirée de la communauté juive organisée dans l’Upper East Side de Manhattan. Jonathan Pollard y aborde un colonel de l'aviation israélienne, Aviem Sella, venu aux États-Unis suivre des cours d'informatique. Ce dernier, en voyant son potentiel d'informateur, contacte le Mossad. C'est le même Aviem Sella, qui le fait entrer dans le Lakam, le renseignement scientifique israélien dirigé par Rafael Eitan, et qui devient son officier traitant. Ce dernier informe le premier ministre Shimon Peres et le ministre de la défense de l'époque, Yitzhak Rabin. Le Lakam n'a aucune existence officielle et seules les plus hautes autorités de l'État d’Israël sont au courant de son existence.
En quelques mois, Pollard aurait fourni plus de 1 000 documents confidentiels. Toutes les deux semaines, il aurait livré des valises remplies de documents aux Israéliens. Aviem Sella, l'officier traitant de Pollard, est par la suite remplacé par un attaché scientifique au consulat d’Israël et on offre à Pollard un passeport israélien. Il rencontre ses officiers traitants israéliens à Paris.
Le couple Pollard voyage à Saint-Tropez, Cannes, Nice, Monte Carlo, Florence, Rome, Venise, Innsbruck et Munich, et ils dorment dans les meilleurs hôtels.
Le Mossad le rémunère à hauteur de 540 000 dollars (soit l'équivalent de 1 307 000 dollars en 2020) en six ou sept années de travail.

### Arrestation et révélations
En 1985, les supérieurs de Pollard se méfient de lui, car des piles de documents confidentiels et sans lien avec son travail sont régulièrement découvertes dans son bureau. Le FBI est bientôt mis sur sa piste et l'interroge en novembre 1985. Quelques jours plus tard, il tente de fuir avec son épouse, pénètre de force dans l'ambassade israélienne de Washington en réclamant l'asile politique, qui leur sera refusé, les gardes de l'ambassade le refoulant,. Ils sont subséquemment appréhendés par le FBI,.
Inculpé pour « transfert d'informations classifiées à un pays allié, sans intention de nuire aux États-Unis », il plaide coupable à l'accusation d'espionnage le 4 juin 1986, et se défend en affirmant qu'il voulait simplement contribuer à protéger Israël,. Le secrétaire de la Défense Caspar Weinberger écrit un mémo confidentiel au juge où il affirme que c'est une des plus graves affaires d’espionnage de toute l'histoire des États-Unis. Condamné à la prison à vie le 4 mars 1987, Pollard est libéré en 2015 après plusieurs demandes formulées par Israël. Son épouse, Anne, a été condamnée à cinq ans de prison, et libérée en 1989. Ils se sont ensuite séparés. Pollard a épousé, en prison, la Canadienne juive Esther Zeitz,,.
Les États-Unis lui reprocheraient en particulier d'avoir livré à Israël le manuel des codes d'accès et de chiffrement des écoutes de la NSA dans le monde entier, manuel qui aurait été ensuite livré en pleine guerre froide aux Soviétiques en échange de l'émigration vers Israël d'un million de juifs présents en URSS,,.
Ses informations auraient aussi aidé Israël à bombarder en 1985 le QG de l'Organisation de libération de la Palestine, alors exilée en Tunisie, et à assassiner le numéro deux de l'OLP, à Tunis lors de l'Opération Jambe de bois en 1988. Pollard aurait livré des copies sur les livraisons d’armes de l'URSS à la Syrie et à d’autres nations arabes, ainsi que des cartes satellites des arsenaux irakiens, syriens et iraniens. Jonathan Pollard aurait notamment approché les gouvernements d'Afrique du Sud et du Pakistan.

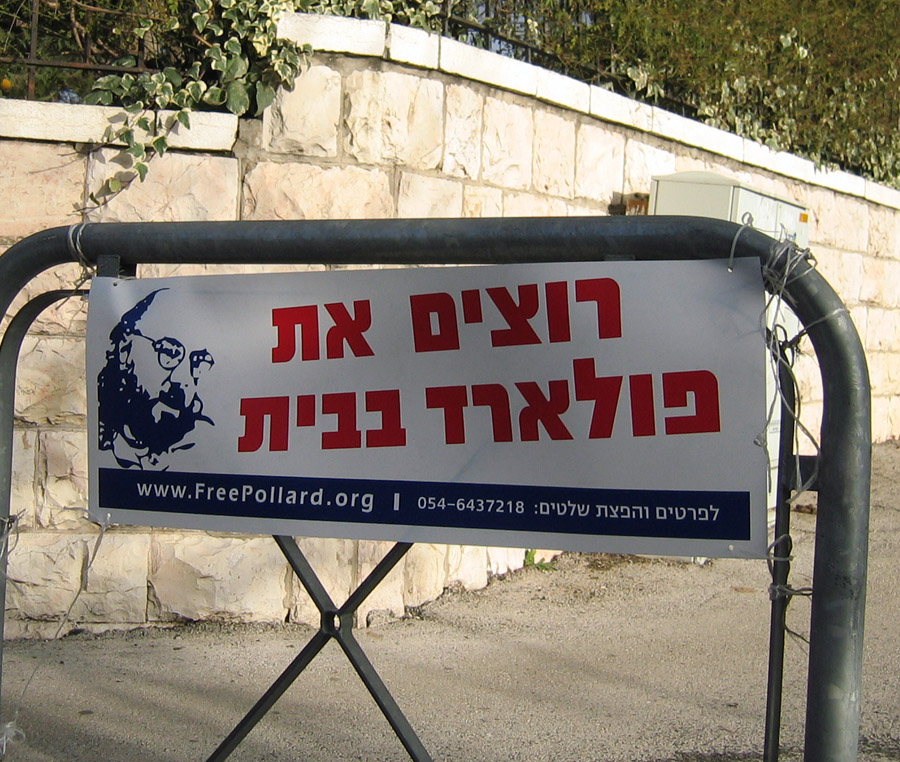
Panneau en hébreu pour la libération de Pollard.
Légende : Nous voulons que Pollard revienne à la maison.

Le fait que Jonathan Pollard ait pu fournir des documents top secret auxquels son niveau d'officier ne pouvait lui permettre d'accéder laisse penser qu'une taupe d'un niveau hiérarchique bien supérieur ait pu l'aider : Melvyn Paisley (en), un haut responsable de l'US Navy.
Jonathan Pollard pourrait également être connecté à un autre espion israélien arrêté par la suite. En 1997, le Washington Post révèle ainsi qu'Israël dispose d'un autre espion infiltré : Méga. L'agent Méga, qui aurait peut-être été le supérieur direct de Jonathan Pollard aurait infiltré le cœur même de la Maison blanche,.
L'affaire Pollard ne serait que la partie émergée d'une immense opération d'infiltration, vaste entreprise de pénétration des services israéliens en vue de s’emparer d’un nombre important de secrets technologiques et industriels américains.
Pour Thomas Brooks, ancien directeur des renseignements de la Navy, « beaucoup de ce qu'il a pris, contrairement à ce qu'il voudrait que l'on pense, n'a rien à voir avec les pays arabes ou la sécurité d’Israël, ça avait à voir avec les méthodes de renseignement américaines, spécifiquement contre l'Union soviétique »
Pour l'universitaire Juan Cole, professeur d'histoire du Moyen-Orient, « Le cercle d’espionnage israélien qui a pénétré le Pentagone américain pour voler des secrets de haute technologie y compris nucléaire était plus grand que le simple Jonathan Pollard. C’est un secret de polichinelle dans les milieux de sécurité américains qu’aucun pays étranger n’espionne les États-Unis de manière plus intensive qu’Israël. Et en fait, apparemment, personne n’a eu plus de succès que ce pays pour se procurer des documents top secret ». Les sources de Seymour Hersh lui avaient déclaré que les secrets qui se procurait Israël étaient à leur tour soit repris par les taupes soviétiques en Israël, soit vendus au marché noir pour finir en Union soviétique.

### Réactions
Jonathan Pollard a reçu un important soutien de la communauté juive mondiale et d’Israël,,.

#### Soutien israélien
L'affaire Pollard a causé un dommage important aux relations américano-israéliennes, et des journalistes ont régulièrement pris sa défense dans les médias israéliens ces dernières années,,,,. L'officier traitant de Pollard, Rafael Eitan, devenu ministre des retraités en Israël n'a jamais voulu aborder ce qu'il estime relever du secret défense. Pollard a reçu la citoyenneté israélienne en 1995. En 1998, il est admis, dans une déclaration du premier ministre d'alors, Benyamin Netanyahou, que Pollard est un espion opérant pour les services secrets israéliens. En 2002, alors qu'il n'est plus premier ministre, Benjamin Netanyahou lui rend visite.
En Israël, où il est presque considéré comme un héros national, ainsi que pour une partie de la communauté juive, le refus obstiné de Washington d'accorder la grâce ou la réduction de peine qu'Israël réclame depuis des années est considéré comme une injustice.
Le premier ministre israélien Benjamin Netanyahou tente de se servir des enregistrements secrets du président américain Bill Clinton et de Monica Lewinsky qu'il a obtenus, pour faire du chantage au président des États-Unis et le pousser à libérer l'espion Jonathan Pollard,. Le directeur de la CIA est scandalisé et menace de démissionner si Clinton libère l'espion.
En 2004, Esther Pollard déclare au Jerusalem Post :
- « L'affaire n’a pas progressé d’un pouce en 21 ans. Même s'il (Pollard) ne fera jamais rien qui puisse nuire à Israël, il n’a pas l’intention de tenir sa langue plus longtemps et, s’il n’est pas bientôt libéré, il est prêt à révéler des informations sur le rôle de Rafi Eitan dans le réseau d’espionnage et sur les mensonges qu’il a proférés, des révélations qui pourraient éclabousser tout le monde, notamment des Premiers ministres, et surtout Shimon Pérès [43]»

En décembre 2010, Benjamin Netanyahu demande officiellement à Barack Obama la grâce de Jonathan Pollard,.
Lors de la visite d’Obama en Israël en 2013, au moins deux ministres lui parlent de Jonathan Pollard et des milliers de personnes manifestent aux abords de sa résidence pour demander sa libération.

#### Soutien international
En 2011, l'ancien secrétaire d’État Henry Kissinger écrit une lettre au président Obama où il lui demande de libérer l'espion américain.
Le député français Meyer Habib, vice-président du CRIF, appelle à le faire libérer.
En 2012, l'ancien directeur de la CIA, James Woolsey, appelle également à sa libération et parle « d'antisémitisme », il explique : « on pourrait faire comme si c'était un citoyen grec et le relâcher ».
Pour Seymour Reich, président du B'nai B'rith :
- « Le gouvernement américain l'a trahi. Ce sont des propos durs mais je les maintiens. Si Pollard purge une peine aussi lourde, c'est parce que l'élite militaire des États-Unis veut donner une leçon à Israël, une leçon aux juifs américains, et spécifiquement aux juifs du gouvernement[13] »

Pour Abraham Foxman, président de l'association américaine pro-Israël Anti Defamation League :
- « C'est de l'intimidation basée sur des stéréotypes antisémites. Les sondages montrent que les gens croient que les juifs américains sont plus loyaux envers Israël qu'envers les États-Unis. Si c'était une vendetta contre un type, ce serait déjà grave, mais là c'est une vendetta contre toute une communauté. La seule explication c'est qu'on veut donner aux juifs américains une leçon de loyauté[51] ».

#### Opposition
L'ancien chef de la CIA, George Tenet a menacé de démissionner en cas de libération de Pollard,.
Lors d'une réunion avec des leaders de la communauté juive pour la préparation de la campagne électorale 2012 d’Obama, le vice-président américain Joe Biden aurait déclaré que pour libérer Pollard « il faudrait lui passer sur le corps » avant d'expliquer que ces propos ont été sortis de leur contexte.
Pour Bret Stephens, ancien éditeur en chef du Jerusalem Post et journaliste au Wall Street Journal :
- « Ça n'aide vraiment pas Israël de faire passer en héros un menteur compulsif, arrogant, cocaïnomane, violant ses propres serments, espionnant son propre pays en infligeant des milliards de dégâts, touchant de l'argent, ne montrant aucun remords au moment de sa condamnation, se montrant un véritable exemple pour tout complotiste antisémite, et qui en plus a la chutzpah [culot] de se déclarer martyr du peuple juif[55] »

Pour Peter Jones, professeur de relations internationales à l'université d'Ottawa :
- « Les États-Unis donnent à Israël des milliards chaque année, font de Tsahal l'armée la plus redoutée de la région, ferment les yeux sur le programme nucléaire israélien, et défendent Israël à l'ONU. En échange, on a un allié qui a un espion comme Pollard, le paye pour trahir les États-Unis… On a un allié, qui demande une concession comme la libération de Pollard juste pour continuer le dialogue avec les Palestiniens. Quand on a des amis comme ça… Il y a une raison pour laquelle cette affaire est si peu mentionnée aux États-Unis. Il y a des peurs, des peurs que si la population américaine savait, des questions politiques difficiles pourraient être soulevées. S'il est libéré et qu'il est accueilli en héros national en Israël, ça va soulever des questions très difficiles chez l'Américain moyen[56] »

- « Autre problème, si Pollard est libéré, il pourrait y avoir un dangereux précédent. […] Si quelqu’un trahit son pays pour une cause qu'il estime juste, devrait-il recevoir une sentence moins élevée ? La communauté américaine du renseignement croit que Pollard devrait rester en prison parce qu'ils ont peur qu'un tel précédent se reproduise. L'affaire Pollard soulève le cœur du problème de la loyauté des Américains juifs. Après l'arrestation de Pollard, Dan Kurtzer et Denis Ross — deux juifs américains avec un parcours impeccable au service de leur pays — ont écrit dans le New York Times qu'ils ont subi une vérification importante avant de recevoir une habilitation de sécurité. Plusieurs Américains juifs que je connais dans le domaine diplomatique et sécuritaire m'ont dit que Pollard devrait rester en prison. Et pourtant, une partie importante de la communauté juive américaine soutient sa libération[56]. »

Le journaliste israélien Gideon Levy rappelle que Jonathan Pollard a agi davantage par appât du gain que par conviction politique et note qu’on fait de lui un « héros de Sion » quand on incarcère en Israël même un lanceur d’alerte, Mordechai Vanunu pour avoir révélé la réalité des recherches nucléaires militaires israéliennes.

#### Libération
En juillet 2015, la commission des libérations conditionnelles autorise sa libération pour le mois de novembre suivant, après 30 ans de détention,. Le 20 novembre 2015, Jonathan Pollard est effectivement libéré, avec interdiction de quitter le territoire américain durant 5 ans. Son contrôle judiciaire est totalement levé le 20 novembre 2020 et le 30 décembre 2020, il arrive avec son épouse en Israël pour s'y établir. Il est accueilli par le Premier ministre Benyamin Netanyahou qui leur remet leur carte d'identité israélienne ; Pollard déclare : « Nous sommes ravis d’être enfin chez nous après 35 ans [...], et nous n’irons nulle part ailleurs ».

## Mémoire
Le dramaturge israélien Motti Lerner lui consacre une pièce de théâtre, Pollard, en 1995, où l’espion, abandonné par Israël, n’a plus pour solution que de se laisser capturer, remettant ainsi en cause le mythe fondateur de l’État selon lequel son armée et ses services de renseignement seraient capables de protéger les Juifs partout dans le monde.
Le personnage de Jeremy Pelman dans le film Les Patriotes d'Éric Rochant présente des points communs avec Pollard.

#### Ouvrages
- (en) Wolf Blitzer, Territory of Lies, New York, Harper & Row, 1989, 336 p. (ISBN 0-06-015972-3)
- (en) Dan Raviv et Yossi Melman (trad. de l'anglais), Tous les espions sont des princes : la véritable histoire des services secrets israéliens, Paris, Stock, 1991, 465 p. (ISBN 2-234-02350-5)
- (en) Elliot Goldenberg, The Hunting Horse : The Truth Behind the Jonathan Pollard Spy Case, New York, Prometheus Books, 2000, 299 p. (ISBN 1-57392-854-2)
- (en) Mark Shaw, Miscarriage of justice : the Jonathan Pollard story, St. Paul, Minn, Paragon House, 2001, 265 p. (ISBN 1-55778-803-0)
- (en) Ronald J. Olive, Capturing Jonathan Pollard: How One of the Most Notorious Spies in American History Was Brought to Justice, Annapolis, Maryland, Naval Institute Press, 2006, 299 p. (ISBN 978-1-59114-652-0)
- (en) Gordon Thomas, Gideon's Spies : the Secret History of the Mossad, New York Godalming, Thomas Dunne Melia distributor, 2012, 784 p. (ISBN 978-0-312-55243-5)

#### Rapports et documents officiels
- Rapport du service de recherche du Congrès des États-Unis - Janvier 2001
- États-Unis VS Jonathan Jay Pollard - District de Columbia - 1987
- (en) Foreign Denial and Deception Analys Committee, Director of Central Intelligence, The Jonathan Jay Pollard Espionage Case : A Damage Assessment, 30 octobre 1987, 166 p. (lire en ligne), version partiellement déclassifiée le 14 décembre 2012